# Leo Samama
Leonard Guillaume Samama (Apeldoorn, 25 maart 1951) is een Nederlandse componist en musicoloog.

## Persoonlijk
Samama komt uit een muzikale Joodse familie. Zijn grootvader van moederskant, de filosoof en jurist Leo Polak (1880-1941), was een bekwaam pianist. Zijn moeder, Mensendieck-therapeute Ans Samama-Polak, auteur van Musiceren zonder pijn, is amateurcelliste. Zijn vader was concertmanager, zijn broer David zong in het Amsterdams Synagogaal Koor en het Portugese Santo Serviço o.l.v. Barry Mehler, zijn broer Emile speelt altviool in het Orpheus Quartet. Leo Samama is getrouwd met fluitiste Noor Kamerbeek.

## Carrière
Tijdens zijn studie muziekwetenschap aan de Universiteit Utrecht van 1970 tot 1977 studeerde Samama enkele jaren compositie bij Rudolf Escher. De bewuste keuze voor Escher was gebaseerd op een vroege kennismaking met enkele van diens fluitwerken, toen hij als kind dwarsfluit speelde.
Na zijn studie bekleedde Samama als musicoloog tal van functies in het Nederlandse muziekleven. Hij was docent en recensent, organiseerde festivals en was werkzaam als programmeur. Ook was hij algemeen directeur van het Nederlands Kamerkoor.

## Componist
Als componist hanteert Samama geen vaste methode. In een interview spreekt hij van een proces van improviseren achter de piano en nadenken over het eindresultaat. Samama past bijna nooit iets aan na een uitvoering of repetitie van zijn muziek, dynamische aanduidingen daargelaten. Hij heeft een duidelijk idee van hoe het zal klinken. Samama componeert muziek "die onderdeel is van wat hij is". Symbolisch noemt hij dat verschillende "jassen" die hij kan aantrekken. In zijn klarinetkwintet (1998) zegt hij bijvoorbeeld een "joodse jas" aan te trekken.

## Werkzaamheden
- 1977-1988 docent muziek- en cultuurgeschiedenis Utrechts Conservatorium
- 1988-1991 docent muziek van de twintigste eeuw, vakgroep muziekwetenschap Rijksuniversiteit Utrecht.
- 1978-1990 muziekmedewerker bij achtereenvolgens de Volkskrant, NRC Handelsblad en Haagse Post.
- 1988-1994 lid stichtingsbestuur Koninklijk Concertgebouworkest
- 1988-1993 lid artistieke adviesraad en later artistiek adviseur Centrum voor Nederlandse Muziek in Hilversum
- 1990-1993 lid redactiecommissie Bibliotheek Nederlandse Muziek
- 1992-1994 artistiek adviseur NCRV
- 1992-1995 werkzaam als impresario
- 1994-2003 artistiek coördinator en programmeur Residentie Orkest, Dr. Anton Philipszaal en Nieuwe Kerk (Den Haag)
- 2001 gastprogrammeur Nederlandse Muziekdagen.
- 2003-2010 artistiek en later algemeen directeur Nederlands Kamerkoor
- 2005 lid van de begeleidingscommissie Nederlands Studenten Orkest.
- 2006-2008 artistiek adviseur Orkest van het Oosten.
- 2008-2018 voorzitter bestuur  Holland Baroque
- 2015- beschermheer Jewish Amsterdam Chamber Ensemble
- 2018- beschermheer 'Samama Fellowship' van Holland Baroque

## Publicaties (selectie)
- De pianosonates van Beethoven, Bohn, Scheltema en Holkema, Utrecht, 1982
- Een beknopt overzicht van duizend jaar Britse muziek, Amsterdam University Press (AUP), Amsterdam, 2003
- (met Emanuel Overbeeke, red.) Entartete Musik – Verboden muziek onder het nazi-bewind, AUP, Amsterdam, 2004
- (met A. Peddemors, red.) Mozart en Nederland – 250 jaar na dato, Joh. Enschedé, Haarlem, 2005
- Nederlandse muziek in de 20-ste eeuw,  AUP, Amsterdam, 2006
  - Eerder verschenen als Zeventig jaar Nederlandse muziek, 1915-1985, Querido, Amsterdam, 1986
- Alphons Diepenbrock – Componist van het vocale, AUP, Amsterdam, 2012
- Het soloconcert - Een beknopte inleiding, AUP, Amsterdam, 2015
- Het strijkkwartet, AUP, Amsterdam, 2018
- Bij Home Academy verschenen hoorcolleges in de vorm van cd-luisterboeken:
  - Klinkende geschiedenis
  - Mozart
  - Beethoven
  - Debussy
  - Mahler
  - De taal van muziek